# Denkmal für Dositej Obradović
Das Denkmal für Dositej Obradović, dem großen serbischen Volksaufklärer, befindet sich im Belgrader Akademischen Park, zusammen mit den Denkmälern der serbischen Wissenschaftler Josif Pančić und Jovan Cvijić im unmittelbaren Umfeld der Fakultätsgebäude der Universität Belgrad.

## Geschichte
Das Denkmal wurde auf Betreiben Jovan Skerlić', einem Verehrer des Dositej Obradović, sowie der Serbischen Literaturgenossenschaft errichtet. Die Mitte des 19. Jahrhunderts aufgekommene Idee zur Errichtung des Denkmals wurde 1909 anlässlich des 100. Todestags Dositej Obradović' im Jahr 1911 wiederbelebt. Ein Jubiläumsausschuss mit Stojan Novaković und Jovan Skerlić an der Spitze plante neben einer Reihe von Veranstaltungen die Errichtung eines Denkmals. Die Belgrader Gemeinde unterstützte Das Vorhaben, sammelte einen Teil der finanziellen Mittel und startete eine Ausschreibung für die Ausarbeitung des Denkmals unter allen jugoslawischen Künstlern. Das Denkmal sollte eine lebensgroße Figur des Dositej werden.
Den Ausschreibungsausschuss bildeten: Ljuba Davidović, der Vorsitzende der Belgrader Gemeinde, Bogdan Popović, Andra Stevanović und Bogdan Gavrilović, die Professoren an der Universität, Vladimir R. Petković, der stellvertretende Direktor des Volksmuseums und Leger, der Leiter der gemeindlichen Baumeister. Zwölf Künstler reichten Modelle ein, die in der Grundschule bei der Domkirche (heute die Grundschule „Kralj Petar Prvi“ (König Petar der Erste)) ausgestellt wurden. Der Ausschuss wählte für die ersten drei Preise die Modelle des Rudolf Valdec, des Toma Rosandić und des Simeon Roksandić aus. Den ersten Platz gewann das Werk des Rudolf Valdec, dem auch die Ausarbeitung des Denkmals anvertraut wurde. Dazu hieß es: „Von Dositej hat man die Vorstellung eines Reisenden, den eine übernatürliche Kraft, die in ihm erweckt wurde, kühn nach vorne treibt. Sene Augen sind auf ein erhöhtes Ziel gerichtet, zu dem seine Beine ihn bringen sollen. Die Bücher unter dem Arm und die Schreibfeder in der Hand, weisen auf seine edle Mission hin. Man spürt, dass der Weg, den er sich bahnt, zu Ruhm und Ewigkeit führt“.

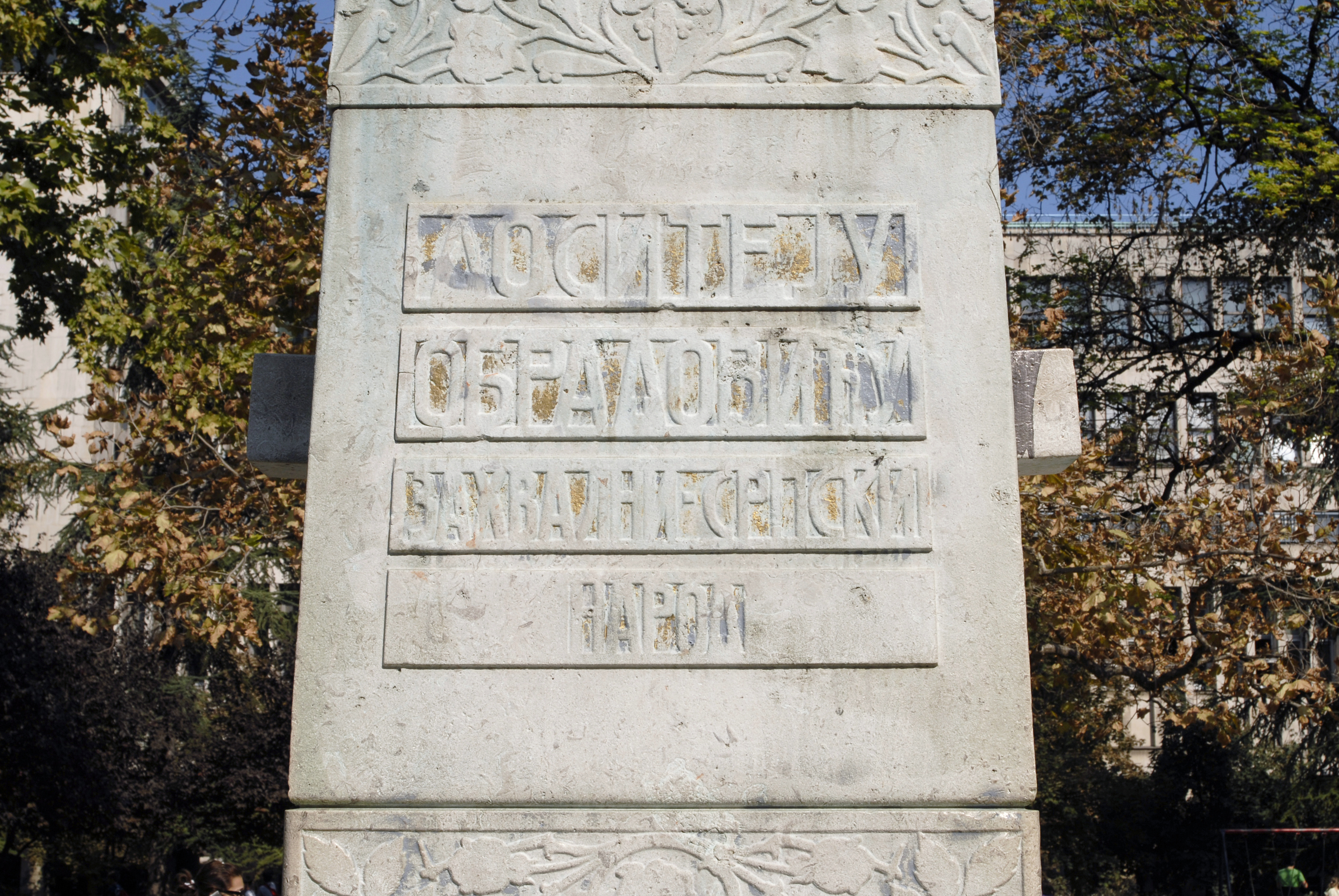
Die Inschrift auf dem Denkmal

Die feierliche Enthüllung erfolgte am 27. Mai (9. Juni nach dem neuen) 1914 „an einem der schönsten Plätze in Belgrad“. Nachdem Vorschläge „auf dem rekonstruierten Platz Terazije“ oder am Platz an der Makedonska ulica schnell abgewiesen wurden, fand das Denkmal seine Aufstellung auf dem Platz vor dem Hotel „Srpska kruna“ (Serbische Krone) (heute die Bücherei der Stadt Belgrad) als Gegenstück zum Denkmal für Karadjordje, das ein Jahr zuvor am Ende der Kalemegdaner Hauptallee enthüllt wurde. Entlang dieser Allee waren Büsten von vielen berühmten Serben, aufgestellt. Auf diese Weise wurde Dositej in eine direkte Verbindung mit dem Führer des Ersten Serbischen Aufstandes gebracht.
Die Skulptur wurde auf ein hohes rechteckiges Postament gesetzt, auf dessen Vorderseite folgende Widmung eingemeißelt wurde: „Für Dositej Obradović, das dankbare serbische Volk“ und auf der Rückseite das Motto des Autors, das dem Brief an Haralampi entnommen wurde: „Ich werde für den Geist, das Herz und das Wesen des Menschen schreiben und für die Brüder Serbiens, welchem Gesetz und Glauben sie auch immer folgen.“ Dositej wurde in Bewegung, mit Hut, Büchern und einem Stock in der Hand, dargestellt. Auf dem unteren Teil seines Postamentes stehen seine Worte: „Im Gehen lernt er, in die Jahrhunderte schaut er!“
Bis Ende der 1930er Jahre befand sich das Denkmal am ursprünglichen Platz vor dem Hotel „Srpska Kruna“, bis es in den an Stelle des einstigen Großen Marktes neu eingerichteten Akademischen Park als Gegenstück zum Denkmal des Wissenschaftlers Josif Pančić versetzt wurde. Das Denkmal für Dositej Obradović wurde im Jahr 1967, zum Kulturdenkmal ernannt (Beschluss des Instituts für den Kulturdenkmalschutz der Stadt Belgrad, Nr. 1031/1 vom 20. Dezember 1967).

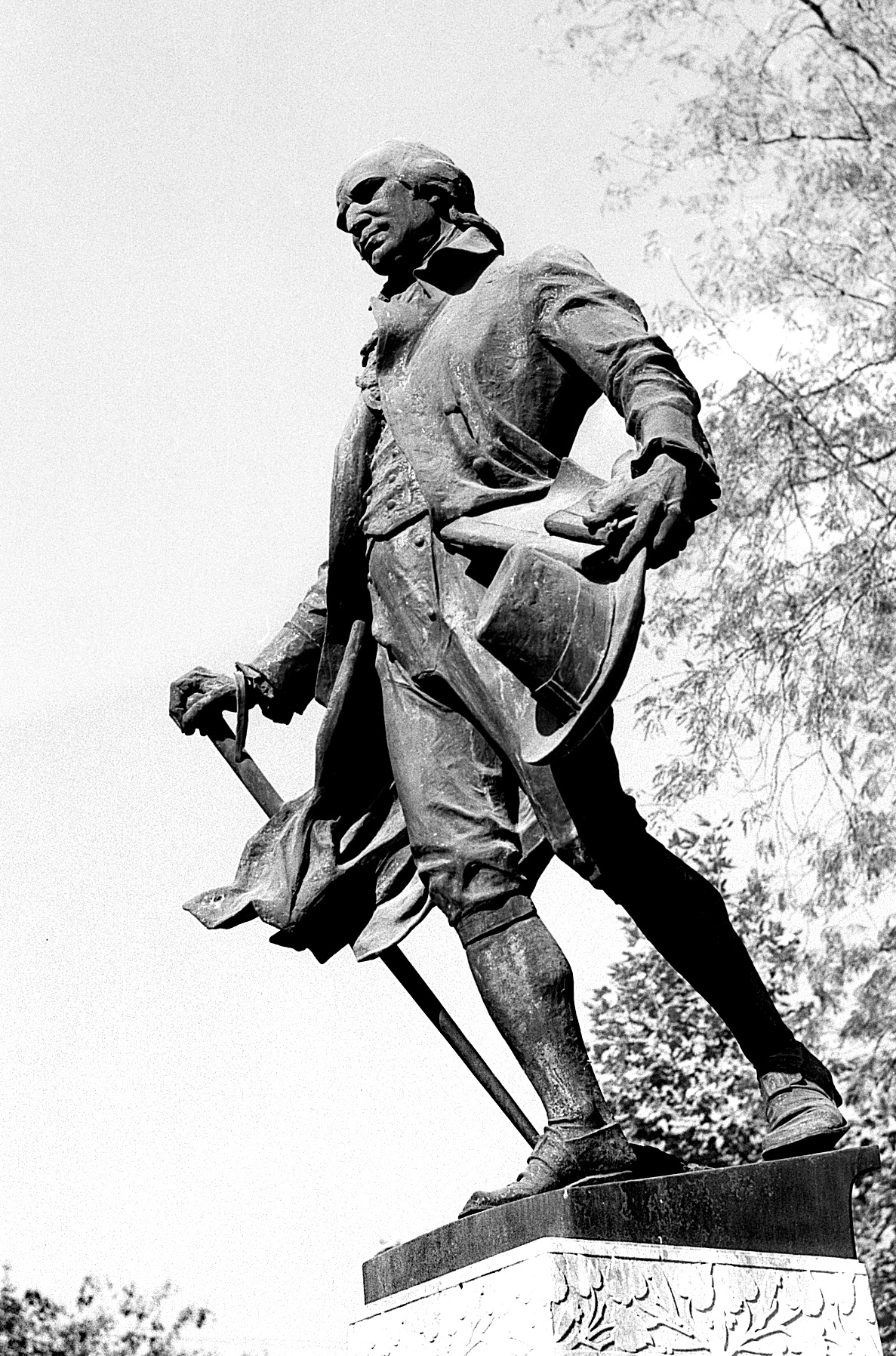
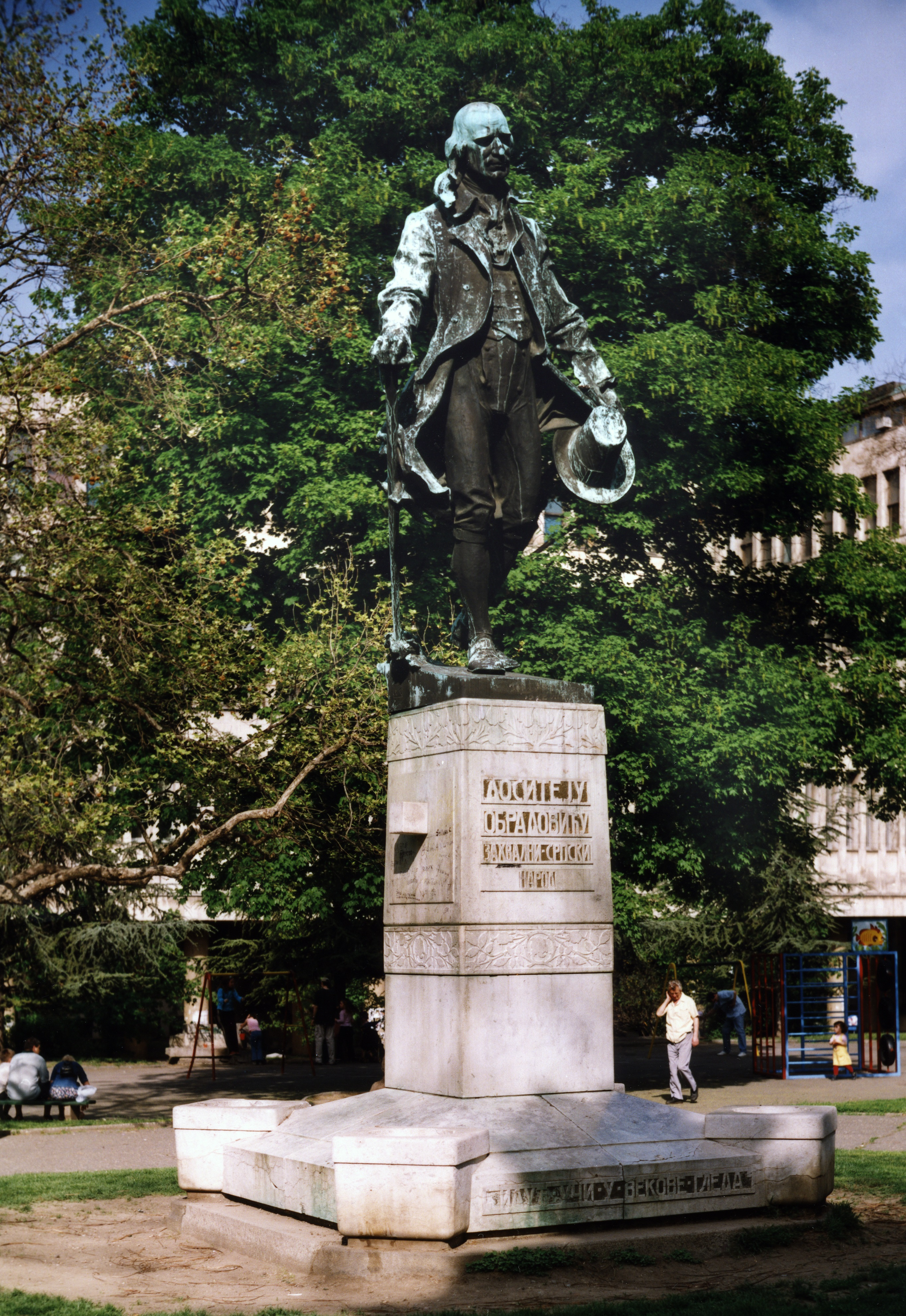
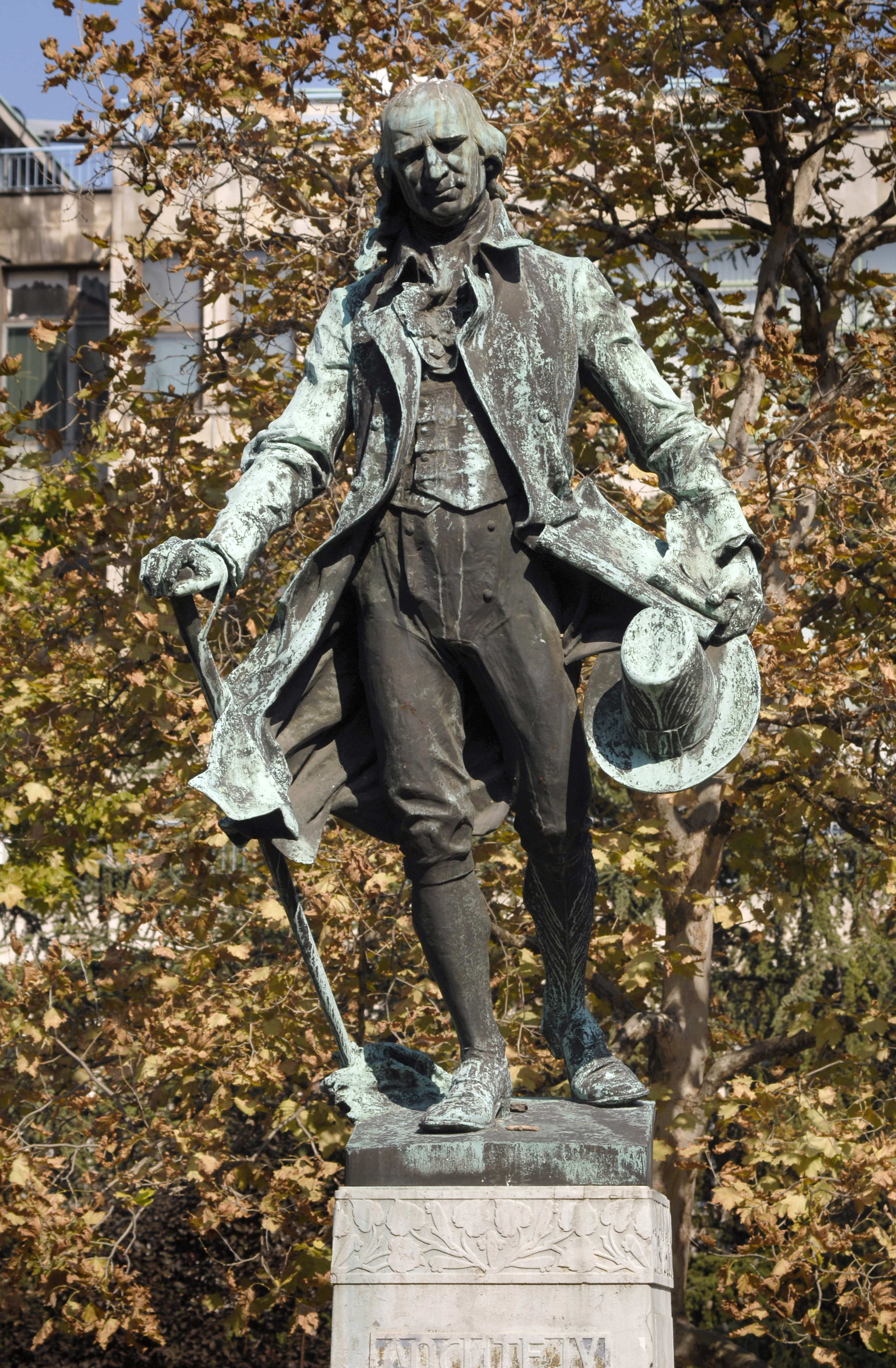